# Grand Theft Auto (spelserie)
Grand Theft Auto (förkortas oftast GTA, amerikansk engelska för: "grovt tillgrepp av fortskaffningsmedel") är en prisbelönt actionspelserie om det moderna gangsterlivet, där vapen, pengar, fordon och sex spelar en stor roll. Spelen är utvecklade av Rockstar North (före detta DMA Design), Rockstar Leeds, Rockstar Toronto och Rockstar Lincoln. Samtliga spel i serien är publicerade av Rockstar Games. Det var menat under utvecklingsfasen att det första spelet skulle få namnet Race'n'Chase, och var nära att bli inställt på grund av produktionsproblem.
I spelen spelar man en smågangster som under spelets gång får mer och mer inflytande i någon av de städer där spelet utspelar sig. Spelen har blivit kritiserade för att vara för våldsamma, och för att inspirera ungdomar till att begå brott i verkligheten (se kriminogena faktorer och ungdomsbrottslighet). Bland annat demokraten Joseph Lieberman fördömde spelen inför presidentvalet i USA 2004.
En anmärkningsvärd sak är att alla spel i serien har simulerade radiostationer som man kan lyssna på i de bilar som man kör istället för traditionell spelmusik, som befinner sig på ett extradiegetiskt plan. Till en början handlade det om träffsäkra parodier på populärmusikgenrer som reggae och hiphop men i och med Vice City började man med autentisk och mer tidstypisk musik.

## Titlarna
Det har hittills släppts 15 GTA-spel.
| Titel                                                  | Året spelet utgavs | Plattform                                                                                               | Utvecklare                                                | Kommentar                                                                                       |
| ------------------------------------------------------ | ------------------ | --- | --------------------------------------------------------- | ----------------------------------------------------------------------------------------------- |
| Grand Theft Auto                                       | 1997               | Microsoft Windows, MS-DOS, Game Boy Color, Playstation                                                  | DMA Design, Tarantula Studios                             | Kan numera laddas ner gratis från hemsidan.                                                     |
| Grand Theft Auto: London 1969                          | 1999               | Microsoft Windows, MS-DOS, Game Boy Color, Playstation                                                  | DMA Design, Tarantula Studios, Rockstar Canada, Runecraft | Expansionspaket till GTA.                                                                       |
| Grand Theft Auto: London 1961                          | 1999               | Microsoft Windows                                                                                       | DMA Design, Tarantula Studios, Rockstar Canada, Runecraft | Expansionspaket till GTA.                                                                       |
| Grand Theft Auto 2                                     | 1999               | Microsoft Windows, Dreamcast, Game Boy Color, Playstation                                               | DMA Design, Tarantula Studios                             | Kan numera laddas ner gratis från hemsidan.                                                     |
| Grand Theft Auto III                                   | 2001               | Playstation 2, Microsoft Windows, Xbox, Mac OS, iOS, Android                                            | DMA Design, Rockstar Vienna                               |                                                                                                 |
| Grand Theft Auto: Vice City                            | 2002               | Playstation 2, Microsoft Windows, Xbox, Mac OS X                                                        | Rockstar North, Rockstar Vienna                           |                                                                                                 |
| Grand Theft Auto Advance                               | 2004               | Game Boy Advance                                                                                        | Digital Eclipse                                           |                                                                                                 |
| Grand Theft Auto: San Andreas                          | 2004               | Playstation 2, Microsoft Windows, Xbox, Mac OS X                                                        | Rockstar North                                            |                                                                                                 |
| Grand Theft Auto: Liberty City Stories                 | 2005               | Playstation Portable, Playstation 2                                                                     | Rockstar Leeds, Rockstar North                            |                                                                                                 |
| Grand Theft Auto: Vice City Stories                    | 2006               | Playstation Portable, Playstation 2                                                                     | Rockstar Leeds, Rockstar North                            |                                                                                                 |
| Grand Theft Auto IV                                    | 2008               | Playstation 3, Xbox 360, Microsoft Windows                                                              | Rockstar North, Rockstar Toronto                          |                                                                                                 |
| Grand Theft Auto: The Lost and Damned                  | 2009               | Playstation 3, Xbox 360, Microsoft Windows                                                              | Rockstar North                                            | Expansionspaket till GTA4.                                                                      |
| Grand Theft Auto: Chinatown Wars                       | 2009               | Nintendo DS, Playstation Portable, IOS                                                                  | Rockstar Leeds, Rockstar North                            |                                                                                                 |
| Grand Theft Auto: The Ballad of Gay Tony               | 2009               | Playstation 3, Xbox 360, Microsoft Windows                                                              | Rockstar North                                            | Expansionspaket till GTA4.                                                                      |
| Grand Theft Auto: Episodes from Liberty City           | 2010               | Playstation 3, Xbox 360, Microsoft Windows                                                              | Rockstar North, Rockstar Toronto                          | Nedladdningsbart material till GTA4                                                             |
| Grand Theft Auto V                                     | 2013               | Playstation 3, Xbox 360, Microsoft Windows, PlayStation 4, Playstation 5, Xbox One, Xbox Series X och S | Rockstar North                                            |                                                                                                 |
| Grand Theft Auto: The Trilogy – The Definitive Edition | 2021               | Playstation 4, Playstation 5, Xbox One, Xbox Series X och Series S, Nintendo Switch, IOS, Android       | Grove Street Games                                        | Samling med Grand Theft Auto III, Grand Theft Auto: Vice City och Grand Theft Auto: San Andreas |
| Grand Theft Auto VI                                    | 2026               | TBA | TBA                                                       |                                                                                                 |

Det är framför allt från GTA III och framåt som spelen fått mest uppmärksamhet, mycket på grund av påkostad och avancerad 3D-grafik, något som de första versionerna saknade.

## Om serien
Inom hela GTA-serien kan spelaren ta på sig rollen som kriminell, vanligtvis en person som är medlem i ett organiserat brottsgäng i en storstad, som så småningom blir befordrad genom spelets gång. Spelaren får uppdrag av olika galjonsfigurer i stadens undre värld, i allmänhet kriminella personer, som alla måste genomföras för att kunna gå vidare i handlingen. Mord och andra brott förekommer ofta, samt taxikörning, ambulanskörning, brandbekämpning, koppleri, Street racing eller att lära sig att flyga flygplan är med som alternativa äventyrssekvenser, som kan göras när som helst under spelet, med undantag för de perioder där man måste genomföra viktiga uppdrag.
Grand Theft Auto-serien, som tillhör en frigående genre videospel kallade "sandlådespel" ger en stor frihet för spelaren att besluta vad man ska göra i spelet och hur man gör det, genom olika metoder för transport och vapen. Till skillnad från de flesta traditionella actionspel, vilka är uppbyggda med en enda serie av spelnivåer med linjära spelsätt, kan man i GTA bestämma vilka uppdrag man vill genomföra, och spelarens relationer med de olika figurerna i spelet ändras utifrån dessa val. Spelaren kan fritt röra sig i de olika städerna i spelen, där det finns många tillgängliga byggnader och mindre uppdrag. Det finns dock ett undantag: uppdragen följer enbart en linjär, övergripande handling och vissa stadsdelar måste låsas upp under spelets gång. Trots det kan spelaren utforska hela staden eller staten i de olika spelen, trots att de är låsta och att man har ignorerat uppdragen.

## Expansioner
Än så länge är det bara tre av spelen som har fått expansioner. Till Grand Theft Auto räknas Grand Theft Auto: London som expansion, till Grand Theft Auto 3 räknas Grand Theft Auto: Vice City och Grand Theft Auto: San Andreas som expansioner, och till Grand Theft Auto 4 finns expansionerna Grand Theft Auto: The Lost and Damned och Grand Theft Auto: The Ballad of Gay Tony.

## Utspelsplatser
Spelen i serien utspelar sig i olika fiktiva städer, baserade på verkliga städer i USA.

### Liberty City
Liberty City är en fiktiv stad i nordöstra USA (baserad på New York) där Grand Theft Auto, Grand Theft Auto 3, GTA: Liberty City Stories och Grand Theft Auto IV utspelar sig. I GTA 3 består staden av tre stadsdelar som öppnas upp för spelaren under spelets gång.
I GTA: San Andreas gör man ett uppdrag för Salvatore Leone där man åker till Liberty City för att döda Forellis. Efter detta uppdrag kan man komma dit på en rad hemliga sätt.

### Los Santos
Los Santos är en fiktiv stad i västra USA (baserad på Los Angeles) där Grand Theft Auto: San Andreas och Grand Theft Auto V utspelar sig, med platser som är inspirerade av verkliga platser i Los Angeles. I GTA: San Andreas uppdelas staden i tre delar:
- Den västra delen, som är den rika delen av staden med Vinewood (Hollywood), Rodeo (Beverly Hills) och Mulholland (Hollywood Hills) där en hel del rika och berömda personer bor.
- Den östra delen, som är den fattiga delen av staden med underklassförorter där våldsbrott förekommer.
- Den centrala delen som omfattar stora huvudkontor i centrumområdet, offentliga byggnader samt stadens flygplats.

I GTA: San Andreas finns även två andra städer ihop med Los Santos: San Fierro (baserad på San Francisco) och Las Venturas (baserad på Las Vegas).

### Vice City
Vice City är en fiktiv stad i sydöstra USA (baserad på Miami) där Grand Theft Auto: Vice City och Grand Theft Auto: Vice City Stories utspelar sig. Staden ligger på två stora öar, Vice City Beach Island och Vice City Mainland Island. Det finns även två mindre öar: Starfish Island och Prawn Island.

## Fiktiva företag/grupper

### Love Fist
Love Fist är ett fiktivt, skotskt heavy metal-band från Grand Theft Auto-spelen. Gruppen har likheter med bland andra Mötley Crüe, Spinal Tap, Kiss och W.A.S.P.. I spelen är bandmedlemmarna ofta påtända eller berusade, både uppe på scenen och på fritiden.

## Gästskådespelare i serien
I de flesta spelen förekommer ett flertal filmskådespelare som gör rösten till huvudrollfigurerna, bland andra:
- Burt Reynolds
- Chris Penn
- Danny Trejo
- Dennis Hopper
- Frank Vincent
- Gary Busey
- James Woods
- Jason Zumwalt
- Jenna Jameson
- Joe Pantoliano
- Kyle MacLachlan
- Michael Hollick
- Michael Madsen
- Peter Fonda
- Phil Collins
- Ray Liotta
- Robert Loggia
- Samuel L. Jackson
- Scott Hill

## Mottagande
| Spel                                         | GameRankings                                                    | Metacritic                                                      |
| Grand Theft Auto                             | (PC) 78.50% (PS1) 68.33% (GBC) 57.33%                           | —                                                               |
| Grand Theft Auto: London 1969                | (PC) 75.44% (PS1) 69.00%                                        | —                                                               |
| Grand Theft Auto 2                           | (PC) 71.50% (DC) 70.80% (PS1) 69.92% (GBC) 35.00%               | (PS1) 70/100                                                    |
| Grand Theft Auto III                         | (PS2) 95.19% (PC) 93.54%                                        | (PS2) 97/100 (PC) 93/100                                        |
| Grand Theft Auto: Vice City                  | (PS2) 94.43% (PC) 94.39%                                        | (PS2) 95/100 (PC) 94/100                                        |
| Grand Theft Auto Advance                     | (GBA) 70.35%                                                    | (GBA) 68/100                                                    |
| Grand Theft Auto: San Andreas                | (PS2) 95.08% (XBOX) 92.29% (PC) 91.94%                          | (PS2) 95/100 (XBOX) 93/100 (PC) 93/100                          |
| Grand Theft Auto: Liberty City Stories       | (PSP) 87.45% (PS2) 77.38%                                       | (PSP) 88/100 (PS2) 78/100                                       |
| Grand Theft Auto: Vice City Stories          | (PSP) 85.01% (PS2) 75.96%                                       | (PSP) 86/100 (PS2) 75/100                                       |
| Grand Theft Auto IV                          | (PS3) 97.04% (360) 96.67% (PC) 88.48%                           | (PS3) 98/100 (360) 98/100 (PC) 90/100                           |
| Grand Theft Auto IV: The Lost and Damned     | (PS3) 94.00% (PC) 94.00% (360) 89.73%                           | (360) 90/100 (PS3) 88/100                                       |
| Grand Theft Auto: Chinatown Wars             | (NDS) 92.71% (PSP) 90.39%                                       | (NDS) 93/100 (PSP) 90/100                                       |
| Grand Theft Auto IV: The Ballad of Gay Tony  | (PS3) 90.00% (PC) 90.00% (360) 89.43%                           | (360) 89/100 (PS3) 87/100                                       |
| Grand Theft Auto: Episodes from Liberty City | (360) 91.41% (PS3) 89.16% (PC) 84.57%                           | —                                                               |
| Grand Theft Auto V                           | (ONE) 98.33% (PS3) 97.01% (PS4) 96.33% (360) 96.10% (PC) 95.07% | (ONE) 97/100 (PS3) 97/100 (PS4) 97/100 (360) 97/100 (PC) 96/100 |

Ända sedan 2001 har Grand Theft Auto-serien varit en stor framgång, både kritikmässigt och finansiellt. Spelen har fått högsta eller näst högsta betyg från alla datorspelsrecensenter som har recenserat dem.[källa behövs]

### Försäljning
| År                                              | Spel                                         | Försäljning   | Förvärvad etikett                                   |
| ----------------------------------------------- | -------------------------------------------- | ------------- | --------------------------------------------------- |
| 1997                                            | Grand Theft Auto                             | 1 miljon+     | PS1 Greatest Hits, Platinum                         |
| 1999                                            | Grand Theft Auto: London 1969                |               |                                                     |
| 1999                                            | Grand Theft Auto: London 1961                |               |                                                     |
| 1999                                            | Grand Theft Auto 2                           |               | PS1 Greatest Hits                                   |
| 2001                                            | Grand Theft Auto III                         | 14,5 miljoner | PS2 Greatest Hits, Platinum                         |
| 2002                                            | Grand Theft Auto: Vice City                  | 17,5 miljoner | PS2 Greatest Hits, Platinum                         |
| 2004                                            | Grand Theft Auto Advance                     | 100,000       |                                                     |
| 2004                                            | Grand Theft Auto: San Andreas                | 27,5 miljoner | PS2 Greatest Hits, Platinum, Xbox Platinum Hits     |
| 2005                                            | Grand Theft Auto: Liberty City Stories       | 8 miljoner    | PSP Greatest Hits, Platinum, PS2 Platinum           |
| 2006                                            | Grand Theft Auto: Vice City Stories          | 4,5 miljoner  | PSP Greatest Hits, Platinum, PS2 Platinum           |
| 2008                                            | Grand Theft Auto IV                          | 25 miljoner+  | PS3 Greatest Hits, Platinum, Xbox 360 Platinum Hits |
| 2009                                            | Grand Theft Auto IV: The Lost and Damned     | 1 miljon+     |                                                     |
| 2009                                            | Grand Theft Auto: Chinatown Wars             | 200,000       | PSP Greatest Hits                                   |
| 2009                                            | Grand Theft Auto IV: The Ballad of Gay Tony  |               |                                                     |
| 2009                                            | Grand Theft Auto: Episodes from Liberty City | 160,000+      | PS3 Greatest Hits, Xbox 360 Platinum Hits           |
| 2013                                            | Grand Theft Auto V                           | 52 miljoner+  |                                                     |
| Totalt antal sålda spel i serien: 150 miljoner+ |                                              |               |                                                     |

## Kontroverser
GTA-spelen har kritiserats för sitt våldsamma innehåll, och ett antal dödsskjutningar har gjort att spelet hamnat i domstol ett par gånger.
Senaste kontroversen utspelade sig under sommaren 2005 då Rockstar games utsattes för stora påtryckningar av bland annat ESRB som då höjde åldersgränsen på Grand Theft Auto: San Andreas eftersom det ansågs skadligt för en publik under 18 års ålder i USA. Detta efter att en man genom en modifikation av spelet kommit åt en gömd funktion i spelet, där spelaren kunde ha sex med sin flickvän (den så kallade "hot-coffee modden"). Detta skulle få försäljningssiffrorna att reduceras kraftigt, och Rockstar Games bestämde sig för att släppa en ny version av spelet där den moddningsmöjligheten inte fanns, vilket gjorde att åldersgränsen åter kunde sänkas till 17 år.
Advokaten Jack Thompson är strängt emot utvecklarna av spelen, Rockstar Games, och letar ständigt efter bevis och argument som kan få dem stämda. Han var till exempel involverad då det gällde att utföra påtryckningar mot Rockstar under den tidigare nämnda "hot-coffee"-kontroversen.

## GTA-liknande spel
Det har under åren tillverkats många spel som påminner mycket om GTA-serien, men sällan har dessa blivit lika populära. Här nedan presenteras några GTA-liknande spel:
- Mafia (2002)
- The Getaway (2002)
- The Simpsons Hit & Run (2003)
- True Crime: Streets of LA (2003)
- The Getaway: Black Monday (2004)
- True Crime: New York City (2005)
- Mercenaries: Playground of Destruction (2005)
- Gudfadern (2006)
- Saints Row (2006)
- Scarface: The World Is Yours (2006)
- Saints Row 2 (2008)
- Mercenaries 2: World in Flames (2008)
- Gudfadern II (2009)
- Wheelman (2009)
- Mafia II (2010)